# Кугезе мланде
Кугезе мланде (мар. «Земля предков») — марийская общественно-политическая, по некоторым оценкам, праворадикальная, организация. Основана в январе 1991 г. в результате раскола движения «Марий Ушем». Внесла значительный вклад в возрождение традиционных марийских верований. Некоторое время издавала собственную газету «Эрык» (мар. «Свобода»). Фактически прекратила свою деятельность в 1995 г. после конфликта с правоохранительными органами.

## Распад СССР и основание организации
В апреле 1990 г. по инициативе организации «У вий» («Новая сила»), объединявшей молодых марийских интеллектуалов, было вновь сформировано общедемократическое движение «Марий ушем» (Марийский союз), которое и ныне остаётся самой крупной национальной организацией марийцев. В её рядах насчитывается до 10 тыс. чел. Своей задачей это движение поставило возрождение и развитие марийского языка и культуры силами всех марийцев, где бы они ни проживали. Однако на учредительном съезде «Марий ушем» произойдёт вычленение радикально настроенной группы, которая в 1991 году выйдет из Марийского союза и организует более радикальную общественно-политическую организацию «Кугезе мланде» со своим печатным органом газетой «Эрык» («Свобода»). Причиной раскола некоторые называют недовольство умеренной культурно-просветительской линией поведения правления объединения.
На учредительном собрании организации 12 января 1991 г. был избран Совет старейшин из трёх человек в составе народного писателя А. М. Юзыкайна (председатель Совета), В. И. Вершинина, В. И. Любимова. ОПО «Кугезе мланде» на первом собрании приняло решение активно помогать марийским картам возрождать марийскую религию. Была создана Комиссия по возрождению свободной от христианских наслоений древнемарийской веры. Активисты «Кугезе младне» считали, что только «чистая» марийская вера сохранила в первозданном виде древнемарийскую идеологию. Предполагается, что представители марийской интеллигенции стремились обрети в язычестве силу, способную защитить нацию от русификации.
Современники так описывают обстоятельства появления организации и её деятельности:

Со стороны нескольких молодых интеллигентов в 1991 году была попытка организовать марийскую национальную (или народную) партию. И было даже объявлено об этом на одном из митингов. Но дальше провозглашения самой этой идеи дело не продвинулось. Некоторые из инициаторов попытки создать национальную партию и стали членами «Кугезе мланде». В общем практически этим актом и закончилось стремление позитизровать национальное движение. Но за последующее время «Кугезе мланде» численно не выросла и не разработала никаких документов".
— Пробуждение финно-угорского Севера [Текст] / Российская академия наук, Центр по изучению межнациональных отношений Института этнологии и антропологии им. Н. Н. Миклухо-Маклая ; автор-составитель С. М. Червонная ; под редакцией М. Н. Губогло. - Москва : УОП Ин-та этнологии и антропологии РАН, 1996.
После выхода в свет третьего номера газеты «Эрык» за январь 1995 года под редакцией В. Орехова с радикальными призывами, к организации возникли претензии правоохранительных органов. После этого большинство членов покинуло «Кугезе Мланде».

## Политическая деятельность
По итогам выборов в парламент Марий Эл в 1993 году, проходившие по смешанной системе, Марий Ушем получил 7,1 % голосов и один мандат, а движение «Кугезе мланде» — 3,4 % голосов и ни одного мандата.
С приходом в 1996 на пост президента республики Марий Эл В. А. Кислицына межнациональные отношения в республике стабилизируются.

## Возрождение марийского язычества
Процесс возрождения традиционной марийской религии начался с 1990 г. после принятия закона РФ «О свободе совести и вероисповедания» и стал частью региональных тенденций, не последнюю роль в этом сыграли местные политические движения. В 1991 г. впервые было организовано осеннее моление в Параньгинском районе. Считается, что именно с деятельности «Кугезе мланде» началось возрождение языческих традиций.
После ликвидации движения в республике были организованы другие организации с похожими интересами — «Ошмарийчимарий» (Белый мариец — Чистый мариец) и Марийский религиозный центр, подчиняющий все сельские общины единому центру, что резко отличало это движение от традиционного язычества. Первым общемарийским жрецом (Шнуй Он) был избран старейший марийский писатель Александр Михайлович Юзыкайн. А с лета 1994 г. по результатам новых выборов его сменил Алексей Изергович Якимов. Задачей центра стало возрождение древней марийской веры, проведение массовых религиозных праздников.